# Мачедония (1908)
Вижте пояснителната страница за други значения на Мачедония.
„Мачедония“ (на румънски: Macedonia) е седмичен вестник, издаван в Букурещ от юни до октомври 1908 година.
Подзаглавието е седмичен вестник на румънците на десния бряг на Дунав (ziar săptămânal independent al românilor din Dreapta Dunării,). Издаван е от анонимен комитет. От 13 юли като директор е упоменат Василе Ковата, адвокат от Нижеполе.